# Rohivka, Iemilciîne
Rohivka (în ucraineană Рогівка) este un sat în comuna Velîka Țvilea din raionul Iemilciîne, regiunea Jîtomîr, Ucraina.

## Demografie
Componența lingvistică a localității Rohivka
     Ucraineană (100%)
Conform recensământului din 2001, toată populația localității Rohivka era vorbitoare de ucraineană (100%).